# Miyuki Yanagita
Miyuki Yanagita (jap. 柳田 美幸, Yanagita Miyuki; * 11. April 1981 in Chigasaki) ist eine ehemalige japanische Fußballspielerin.

## Karriere

### Verein
Sie begann ihre Karriere bei NTV Beleza, wo sie von 1997 bis 1999 spielte. 2000 folgte dann der Wechsel zu Tasaki Perule FC. Sie trug 2003 zum Gewinn der Nihon Joshi Soccer League bei. 2006 folgte dann der Wechsel zu Urawa Reds. Sie trug 2009 zum Gewinn der Nihon Joshi Soccer League bei. 2012 beendete sie Spielerkarriere.

### Nationalmannschaft
Yanagita wurde 1997 in den Kader der japanischen Nationalmannschaft berufen und kam bei der Asienmeisterschaft der Frauen 1997 zum Einsatz. Sie wurde in den Kader der Weltmeisterschaft der Frauen 1999, 2003 und 2007 und Olympischen Sommerspiele 2004 und 2008 berufen. Insgesamt bestritt sie 91 Länderspiele für Japan.

## Errungene Titel

### Mit Vereinen
- Nihon Joshi Soccer League: 2003, 2009

### Persönliche Auszeichnungen
- Nihon Joshi Soccer League Best XI: 2006, 2009, 2010